# Paratanarctus kristenseni
Genre
Espèce
Paratanarctus kristenseni, unique représentant du genre Paratanarctus, est une espèce de tardigrades de la famille des Styraconixidae. 

## Distribution
Cette espèce est endémique de la mer Méditerranée. 
Elle a été découverte au large de la Sardaigne.

## Étymologie
Cette espèce est nommée en l'honneur de Reinhardt Møbjerg Kristensen.

## Publication originale
- D'Addabbo Gallo, Grimaldi de Zio, Morone De Lucia & Troccoli, 1992 : Halechiniscidae and Echiniscoididae from the western Mediterranean Sea. (Tardigrada: Heterotardigrada). Cahiers de Biologie Marine, vol. 33, no 3, p. 299-318.